# Oxytropis
Oxytropis es un género de plantas con flores con 1060 especies perteneciente a la familia Fabaceae. Es originario de Eurasia y América del Norte.

## Descripción
El género lo componen plantas perennes pilosas que producen las inflorescencias en forma racimo de color rosado, púrpura, blanco o amarillo, como carácter diferenciador con otras leguminosas sus flores tienen la quilla terminada en un pico agudo.

## Taxonomía
El género fue descrito por Augustin Pyrame de Candolle y publicado en Astragalogia (qto.), 24–28, 66–98, pl. 2–8. 1802.
Etimología
Oxytropis: nombre genérico que proviene del griego y significa "quilla afilada".

## Especies seleccionadas
- Oxytropis acanthacea
- Oxytropis aciphylla
- Oxytropis aculeata
- Oxytropis acutirostrata
- Oxytropis acutirostris
- Oxytropis adamsiana
- Oxytropis campestris
- Oxytropis deflexa
- Oxytropis halleri
- Oxytropis lapponica
- Oxytropis pilosa

## Galería

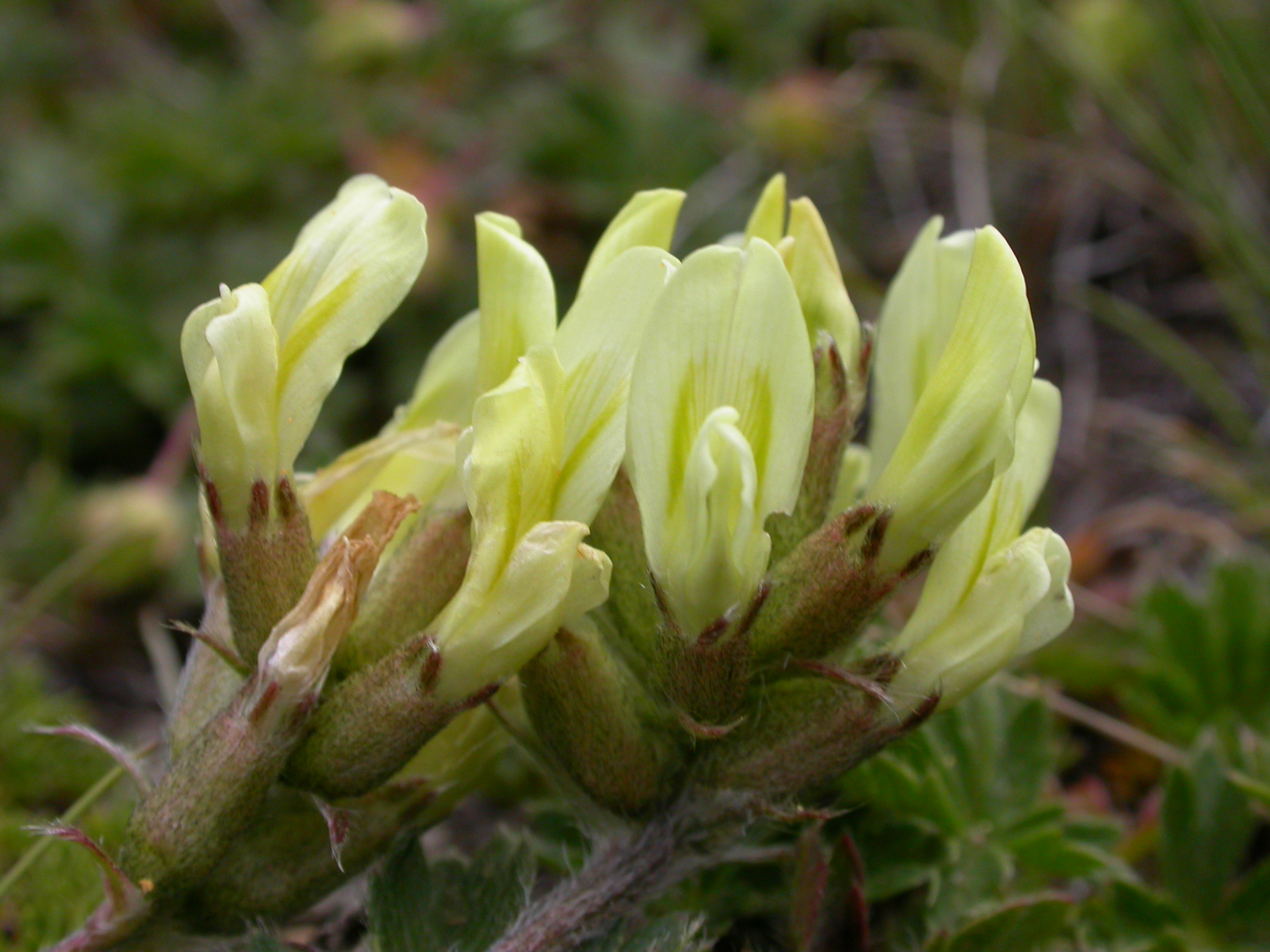
Oxytropis campestris
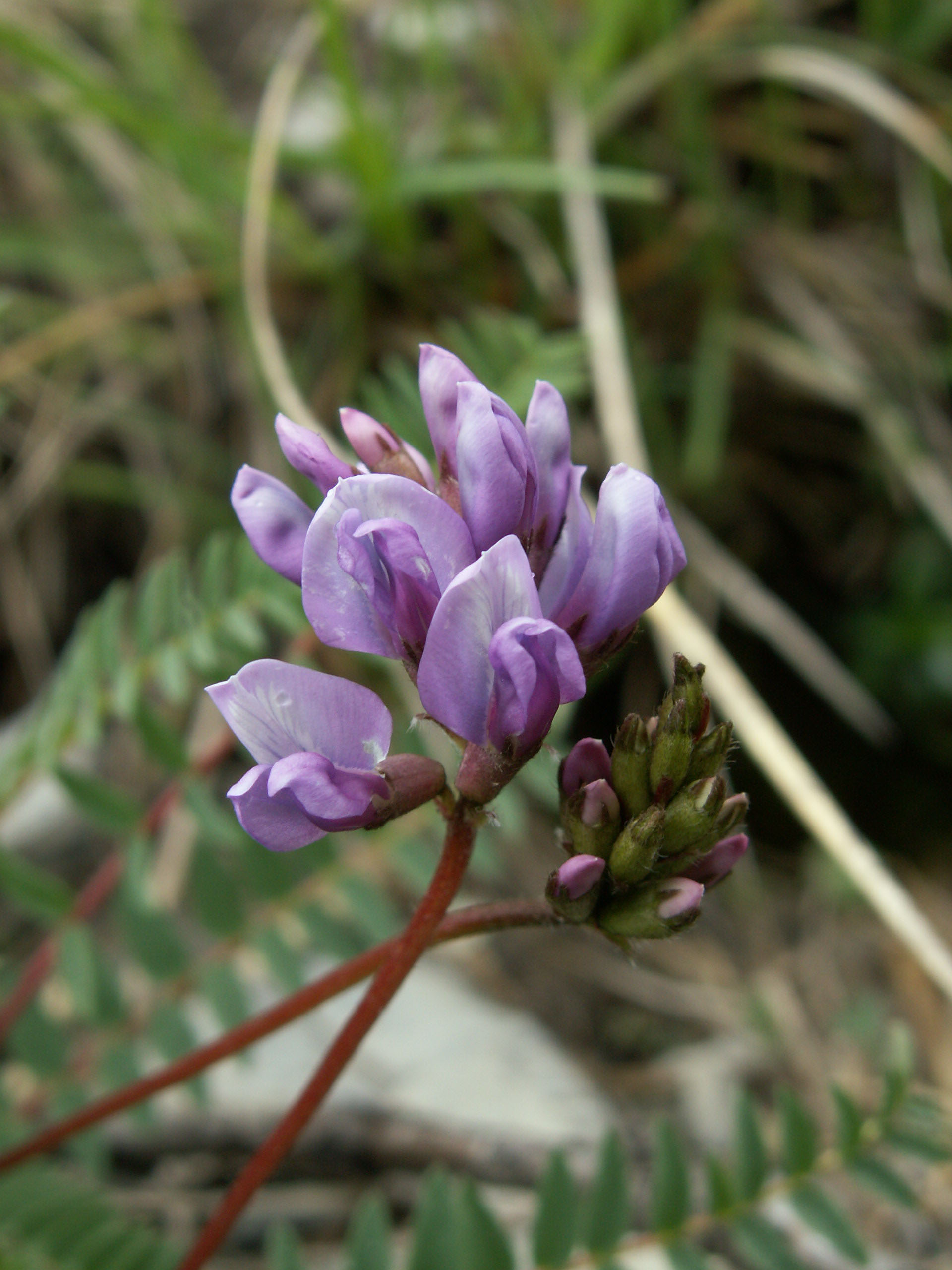
Oxytropis jacquinii
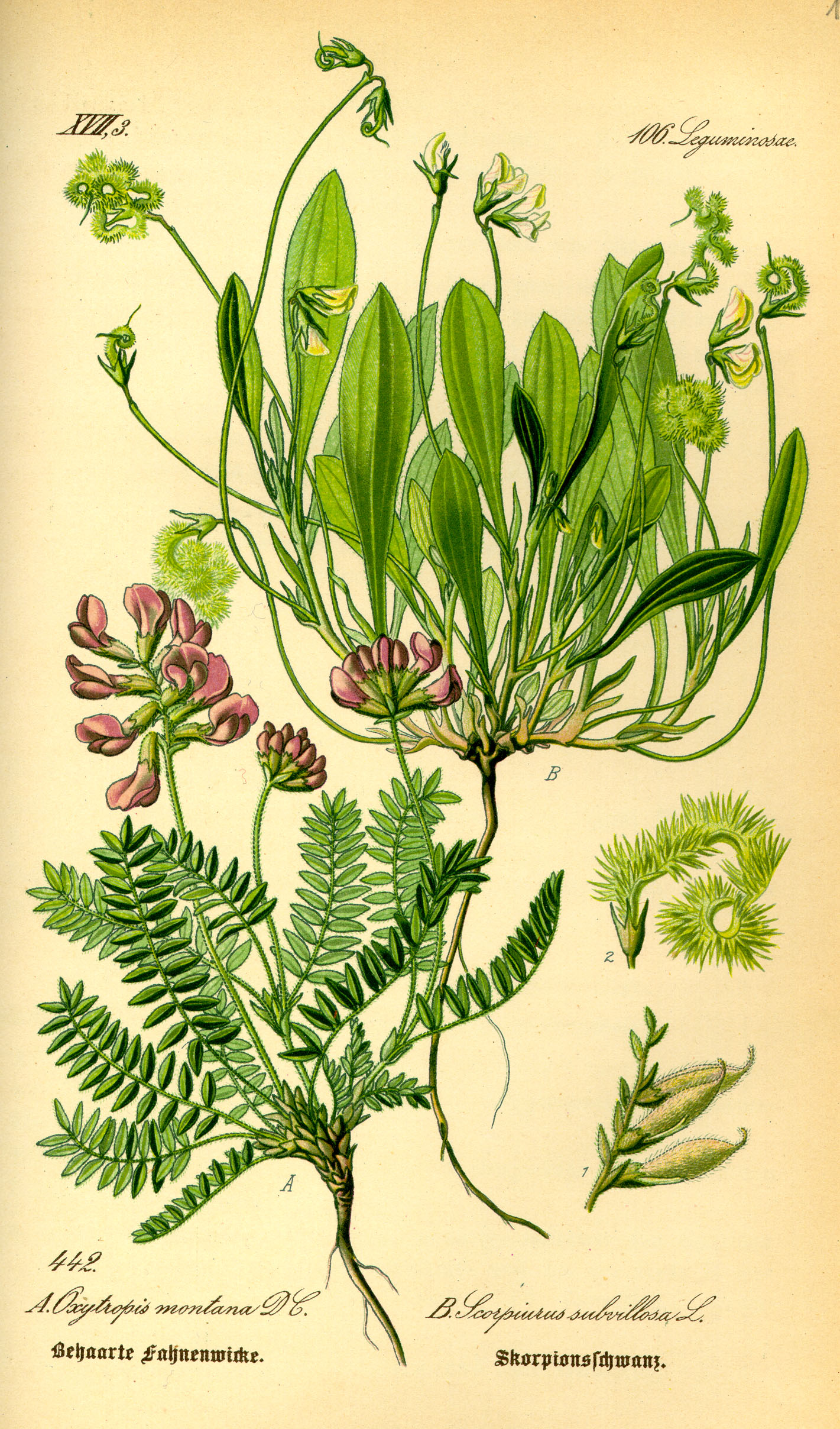
Oxytropis neglecta
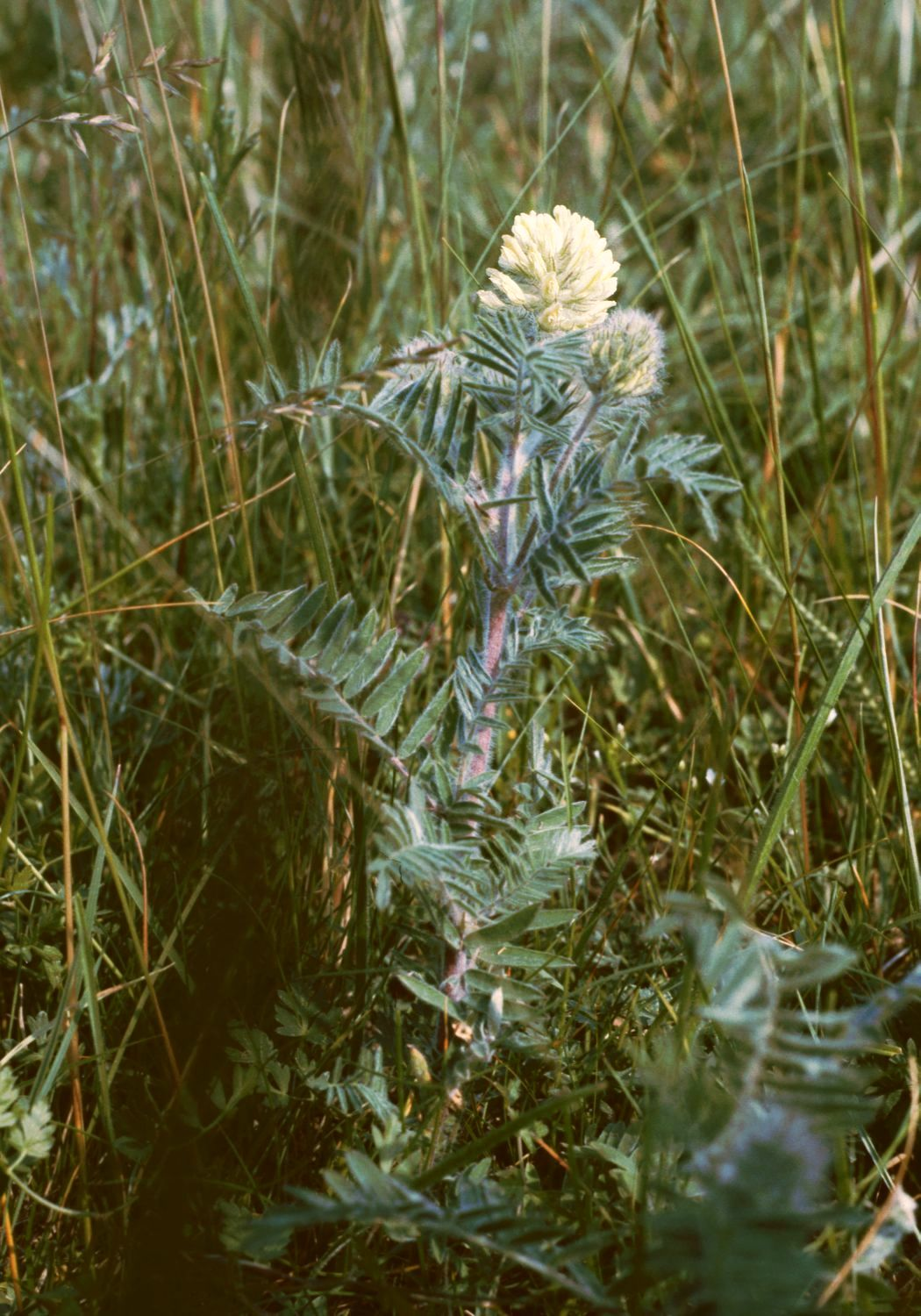
Oxytropis pilosa
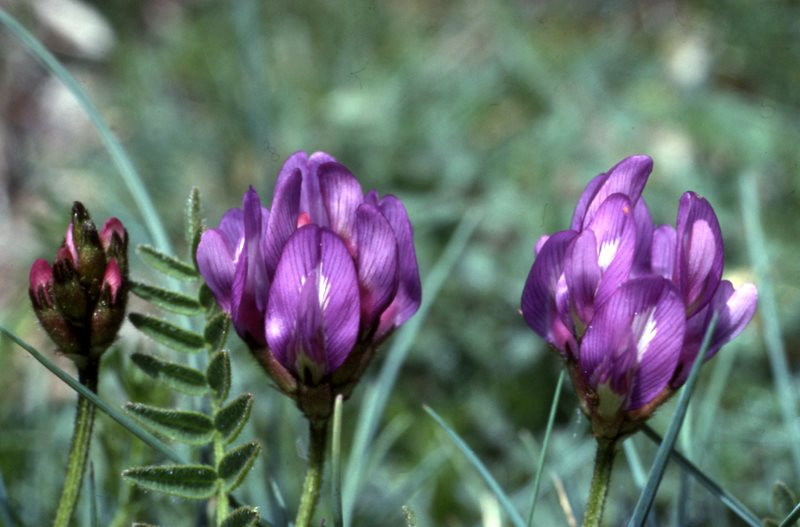
Oxytropis sericea